# Oxira gaudens
Oxira gaudens är en fjärilsart som beskrevs av George Francis Hampson 1905. Oxira gaudens ingår i släktet Oxira och familjen nattflyn. Inga underarter finns listade i Catalogue of Life.